# Robert Glenister
Robert Glenister (Watford, 11 marzo 1960) è un attore inglese.

## Biografia

### Carriera
Glenister fece la sua prima comparsa in televisione nel 1980 con la sitcom Sink or Swim. Egli è anche comparso in spettacoli come Soldier Soldier, Doctor Who (nella serie The Caves of Androzani, antagonista di Peter Davison in Sink or Swim), Only Fools and Horses (nel ruolo di Myles, il proprietario milionario del centro giardini e presidente del comitato SWANS), Jack Frost e Hustle - I signori della truffa, nella parte di Ash Morgan, e in molti altri film.
Egli è probabilmente più noto per il suo ruolo nella serie drammatica della BBC Hustle - I signori della truffa, unico attore che è comparso in tutti gli episodi della serie. Ebbe inoltre ruoli regolari nei drammi della BBC Spooks, L'ispettore Gently e Spartacus, della serie TV Heroes and Villains.
È comparso inoltre nel ruolo di un capo gang di origini irlandesi nel film di Ben Affleck La legge della notte.

## Filmografia parziale

### Cinema
- Persuasione (Persuasion), regia di Roger Michell (1995)
- 1918 - I giorni del coraggio (Journey's End), regia di Saul Dibb (2017)
- La legge della notte (Live by Night), regia di Ben Affleck (2016)
- Creation, regia di Jon Amiel (2009)
- L'ultimo guerriero (Just Visiting), regia di Jean-Marie Poiré (2001)
- The Aeronauts, regia di Tom Harper (2019)
- Villain, regia di Philip Barantini (2020)

### Televisione
- Doctor Who – serie TV, 4 episodi (1984)
- Casualty – serie TV, 2 episodi (1990-1994)
- Pie in the Sky – serie TV, episodio 1x03 (1994)
- Prime Suspect: The Lost Child, regia di John Madden – film TV (1995)
- Jack Frost (A Touch of Frost) – serie TV, 4 episodi (2001-2003)
- L'ispettore Barnaby (Midsomer Murders) – serie TV, episodio 4x05 (2001)
- Eroica: Il giorno che cambiò per sempre la musica (Eroica), regia di Simon Cellan Jones – film TV (2003)
- Il giovane Hitler (Hitler: The Rise of Evil), regia di Christian Duguay – miniserie TV (2003)
- Hustle - I signori della truffa (Hustle) – serie TV, 48 episodi (2004-2012)
- Spooks – serie TV, 15 episodi (2006-2010)
- Jane Hall – serie TV, 6 episodi (2006)
- L'ispettore Gently (George Gently) – serie TV, episodio 1x01 (2008)
- Law & Order: UK – serie TV, 53 episodi (2009-2014)
- Paranoid – serie TV, 8 episodi (2016)
- Close to the Enemy, regia di Stephen Poliakoff – miniserie TV (2016)
- Cold Feet – serie TV, 5 episodi (2017)
- The Race - Corsa mortale (Curfew) – serie TV, 6 episodi (2019)
- Strike – serie TV, 3 episodi (2020)
- Doctor Who - serie TV, episodio 12x04 (2020)
- Sherwood – serie TV, 6 episodi (2022)
- Suspicoin – serie TV, 6 episodi (2022)
- A Thousand Blows – serie TV, episodio 1x06 (2025)

## Doppiatori italiani
Nelle versioni in italiano delle opere in cui ha recitato, Robert Glenister è stato doppiato da:
- Pino Insegno in La legge della notte, The Race - Corsa mortale
- Luciano Roffi in The Aeronauts, Suspicion
- Stefano De Sando ne Il giovane Hitler
- Fabrizio Temperini in Hustle - I signori della truffa
- Stefano Benassi in Miss Marple
- Dario Oppido in 1918 - I giorni del coraggio
- Giorgio Locuratolo in Paranoid
- Ambrogio Colombo in A Thousand Blows